# Lisson Grove Tunnel
De Lisson Grove Tunnel (of Eyre's Tunnel) is een scheepvaarttunnel in de wijk Lisson Grove in het Londense district City of Westminster. De tunnel maakt deel uit van het Regent's Canal, dat de Paddington-arm van het Grand Union Canal met de Theems verbindt.
De tunnel is slechts 48m lang en werd gebouwd door de ingenieur James Morgan. De tunnel werd geopend in 1816 en wordt momenteel beheerd door British Waterways. In tegenstelling tot de andere kanaaltunnels in Londen is er in de Lisson Grove Tunnel wel een jaagpad aanwezig.
De twee andere tunnels op het Regent's Canal in Londen zijn de Islington Tunnel en de Maida Hill Tunnel.